# Ngọc Hạ
Ngọc Hạ (tên khai sinh: Nguyễn Kim Tuyến, sinh năm 1980) là một ca sĩ người Mỹ gốc Việt. Cô sở hữu giọng hát mezzo-soprano cao và thường biểu diễn các ca khúc mang âm hưởng dân ca và nhạc trữ tình, các nhạc phẩm của các nhạc sĩ: Phú Quang, Phạm Duy, Văn Cao, Hoàng Thi Thơ, Trịnh Công Sơn, v.v.

## Tiểu sử
Cô tên thật là Nguyễn Kim Tuyến, sinh ngày 23 tháng 12 năm 1980 tại Hội An, là con út trong một gia đình gồm có 7 anh chị em. Năm 1986 Ngọc Hạ cùng gia đình vào định cư ở tỉnh Đồng Nai. Cô vào học ở Thành phố Hồ Chí Minh một thời gian sau đó và đạt nhiều giải thưởng về ca hát.
Ngọc Hạ qua Hoa Kỳ định cư vào tháng 3 năm 2000 thuộc diện bảo lãnh. Sau một năm ở San Francisco, cô về sống tại San Jose, California là nơi có nhiều người Việt sinh sống để tiện cho việc đi làm hay tham gia các hoạt động nghệ thuật

## Thành tích và sự nghiệp ca hát
Bước đầu Ngọc Hạ không nhận được sự khuyến khích từ gia đình trong lĩnh vực văn nghệ. Tuy nhiên sau nhiều cuộc thi ca hát, mọi người đã động viên cô đi theo con đường nghệ thuật. Ngọc Hạ muốn được học thanh nhạc từ rất sớm vào những năm 15, 16 tuổi và sau đó quyết tâm theo hẳn nghề ca hát. Cô chọn tên Ngọc Hạ để ghi danh tham dự một cuộc thi hát. Lý giải cho tên này, cô giải thích trước khi đi hát Ngọc Hạ rất thích làm thơ, lấy bút danh là Thi Hạ, còn chữ Ngọc được lấy từ chữ lót của người bạn họ Lê "đứa em bà con cô cậu" của cô.
Cô đại diện tỉnh Đồng Nai dự thi hát nhạc truyền thống vào năm 95 và đoạt giải khuyến khích. Năm 1996, Ngọc Hạ được vào vòng chung kết giải "Tiếng Hát Truyền Thanh TP. Hồ Chí Minh". Năm 1997, cô đoạt giải nhì "Tiếng Hát Truyền hình Đồng Nai" và giải nhất "Tiếng Hát Truyền hình Bình Dương" và được vào vòng chung kết giải "Tiếng Hát Truyền hình TP. Hồ Chí Minh". Cũng trong năm 1997, Ngọc Hạ đoạt Huy chương Bạc trong một cuộc thi dân ca do Nhà Văn hóa Phụ nữ Thành phố Hồ Chí Minh tổ chức với nhạc phẩm "Ru Con Bắc Bộ".
Khi còn ở Việt Nam, cô còn đoạt giải Ba "Tiếng hát Truyền hình Thành phố Hồ Chí Minh" và đã nhiều lần xuất hiện trên những chương trình truyền hình như "Nhạc Chủ Đề", "Nhạc Truyền thống" và đặc biệt là chương trình "Nhịp Cầu Âm nhạc", là một trong những chương trình được nhiều người theo dõi.
Sau khi đến Mỹ vài tháng, Ngọc Hạ đã gửi CD thu thanh vài nhạc phẩm do cô trình bày đến một số trung tâm nhạc, nhưng ban đầu không có trung tâm nào giúp cô đạt được ước mơ. Mùa hè năm 2001, Ngọc Hạ gặp Nguyễn Ngọc Ngạn trong dịp một chương trình do Trung tâm Thúy Nga tổ chức tại San Jose và xin địa chỉ, sau đó gửi một CD mẫu sang Toronto để nhờ ông giới thiệu với Trung tâm Thúy Nga nhưng thư bị bưu điện trả về. Sau vài lần khó khăn nữa, cô mới được Trung tâm Thúy Nga nhận ra tài năng và quyết định mời cộng tác vào năm 2002, từ chương trình Paris By Night 63.
Từ năm 2006, cô trở thành ca sĩ tự do. Ngoài Trung tâm Thúy Nga, cô còn cộng tác với Trung tâm Asia, Trung tâm Vân Sơn, Trung tâm Tình. Ca khúc đầu tiên cô hát cho Trung tâm Vân Sơn là Hồ trên núi của nhạc sĩ Phó Đức Phương, được dàn dựng công phu với vũ đoàn Lạc Hồng trong DVD Vân Sơn 34 - Quê Hương Vùng Trời Kỷ Niệm năm 2006, là một thành công lớn của cô.
Khả năng của Ngọc Hạ bộc lộ rõ qua những nhạc phẩm mang làn điệu dân ca như: Mái đình làng biển (Nguyễn Cường), Mình ơi (Diệu Hương), Không thể và có thể, Trên đỉnh phù vân (Phó Đức Phương), Trăng rơi bên hồ (Nhật Trung). Cùng với những tình khúc như Buồn tàn thu (Văn Cao), Từ giọng hát em (Ngô Thụy Miên), Hà Nội ngày tháng cũ (Song Ngọc), Bài hát ru mùa đông (Dương Thụ), cô chứng tỏ mình không bị gò bó trong một thể loại cụ thể nào và "biến hóa trong tất cả các cung bậc biểu cảm", lúc nhẹ nhàng sâu lắng trong các bài pop ballad, lúc tràn đầy năng lượng khi hát ở quãng rất rộng trong Dòng sông xanh (Le beau Danube blue, lời Việt của Phạm Duy), và đầy kịch tính với Con cò (Lưu Hà An) với phong cách rock mang chất liệu dân gian, "Trên đỉnh Phù Vân" (Phó Đức Phương) với chất chầu văn hiện đại. Ngọc Hạ chinh phục được khán thính giả với tiếng hát trong trẻo và nghệ thuật diễn tả tình cảm qua những ca khúc do cô trình bày, cũng như "bằng giọng hát trau chuốt, những đoạn lên cao được vuốt thật ngọt". Cô chọn lọc ca khúc kỹ càng, thường là những bản nhạc có thể chuyên chở tình cảm quê hương, con người với lời lẽ mượt mà, hoài niệm và tìm cho mình nét riêng trong việc hát lại những nhạc phẩm vang bóng một thời.

## CD và DVD
- TNCD2282: Khắc Khoải & Buồn Tàn Thu, 2002 - với Trần Thái Hòa (Thúy Nga)
  1. Mái Đình Làng Biển (Nguyễn Cường) - Ngọc Hạ
  2. Xóm Đêm (Phạm Đình Chương) - Trần Thái Hòa
  3. Buồn Tàn Thu (Văn Cao) - Ngọc Hạ
  4. Mắt Buồn (Phạm Đình Chương, thơ: Lưu Trọng Lư) - Trần Thái Hòa
  5. Em Tôi (Thuận Yến, thơ: Xuân Trương) - Ngọc Hạ
  6. Đường Về Miền Bắc (Đoàn Chuẩn - Từ Linh) - Trần Thái Hoà
  7. Mình Ơi (Diệu Hương) - Ngọc Hạ
  8. Khắc Khoải (Diệu Hương) - Trần Thái Hòa
  9. Thu Buồn Trong Mắt Em (Ngô Thụy Miên) - Trần Thái Hòa
  10. Từ Giọng Hát Em (Ngô Thụy Miên) - Ngọc Hạ
- TNCD295: Không Thể Và Có Thể, 2003 (Thúy Nga)
  1. Không Thể Và Có Thể (Phó Đức Phương)
  2. Đêm Tàn Bến Ngự (Dương Thiệu Tước)
  3. Bóng Chiều Xưa (Dương Thiệu Tước)
  4. Con Thuyền Không Bến (Đặng Thế Phong)
  5. Đợi Chờ (Thuận Yến, thơ: Thế Hùng)
  6. Lý Cây Đa (Lời 2: Phạm Duy)
  7. Giọt Mưa Thu (Đặng Thế Phong)
  8. Một Mình (Thanh Tùng)
  9. Lý Răng Đen (Trần Viết Tân)
  10. Trăng Mờ Bên Suối (Lê Mộng Nguyên)
  11. Tóc Gió Thôi Bay (Trần Tiến)
- TNCD320: Tình Hoài Hương, 2004 (Thúy Nga)
  1. Tình Hoài Hương (Phạm Duy)
  2. Đưa Em Tìm Động Hoa Vàng (Phạm Duy, thơ: Phạm Thiên Thư)
  3. Áo Tứ Thân (Hữu Xuân & Thái Thăng Long)
  4. Mộng Ban Đầu (Hoàng Trọng)
  5. Giấc Mơ Hồi Hương (Vũ Thành)
  6. Về Lại Phố Xưa (Phú Quang)
  7. Bài Hát Ru Mùa Đông (Dương Thụ)
  8. Tình Khúc Mùa Đông (Thanh Trang)
  9. Nỗi Buồn Xa Xứ (Đặng Nguyên)
  10. Lỡ Cung Đàn (Hoàng Giác)
  11. Mây Trắng Qua Cầu (Hoàng Quý Phương)
- TNCD355: Em Vẫn Như Ngày Xưa, 2005 (Thúy Nga)
  1. Chiếc Lá Thu Phai (Trịnh Công Sơn)
  2. Phương Trời Xa Lạ (Trần Quang Lộc)
  3. Em Vẫn Như Ngày Xưa (Trần Tiến)
  4. Nắng Có Còn Xuân (Đức Trí)
  5. Hà Nội Đêm Trở Gió (Trọng Đài & Chu Lai)
  6. Trở Về (Châu Kỳ)
  7. Người Về (Phạm Duy)
  8. Tình Quê Hương (Việt Lang)
  9. Họa Mi Hót Trong Mưa (Dương Thụ)
  10. Trăng Rơi Bên Hồ (Nhật Trung)
  11. Đánh Thức Tầm Xuân (Dương Thụ)
- AsiaCDCS06: Nước Mắt Mùa Thu, 2006 (Asia Entertainment đại diện)
  1. Hồ Trên Núi (Phó Đức Phương)
  2. Giã Từ Đêm Mưa (Văn Phụng)
  3. Nước Mắt Mùa Thu (Phạm Duy)
  4. Tình Đầu (Hoàng Trọng)
  5. Hẹn Hò (Phạm Duy)
  6. Mộng Lành (Hoàng Trọng)
  7. Kiếp Nào Có Yêu Nhau (Phạm Duy, thơ: Minh Đức Hoài Trinh)
  8. Mưa Trên Phố Huế (Minh Kỳ & Tôn Nữ Thụy Khương)
  9. Đường Xưa (Quốc Dũng & Nguyễn Đức Cường)
  10. Ngày Về Quê Cũ (Khánh Băng)
- AsiaCD254: The Best of Ngọc Hạ - Suối Mơ, 2008 (Asia Entertainment)
  1. Suối Mơ (Văn Cao)
  2. Con Rồng Cháu Tiên (Trúc Hồ) - Ngọc Hạ & Lâm Nhật Tiến
  3. Chân Trời Tím (Trần Thiện Thanh) - Ngọc Hạ & Nguyên Khang
  4. Như Lá Thu Vàng (LV: Nguyễn Quốc Trị)
  5. LK Em Còn Nhớ Mùa Xuân (Ngô Thụy Miên), Người Di Tản Buồn (Nam Lộc), Mưa Sài Gòn Còn Buồn Không Em (Nguyệt Ánh), Mười Năm Tình Cũ (Trần Quảng Nam) - Ngọc Hạ, Lâm Nhật Tiến, Đặng Thế Luân
  6. Khi Người Yêu Tôi Khóc (Trần Thiện Thanh) - Ngọc Hạ & Nguyên Khang
  7. Mưa Trên Phố Huế (Minh Kỳ & Tôn Nữ Thụy Khương)
  8. Paris Có Gì Lạ Không Em (Ngô Thụy Miên, thơ: Nguyên Sa)
  9. Tiếng Sông Hương (Phạm Đình Chương)
  10. Trở Về Mái Nhà Xưa (LV: Phạm Duy) - Ngọc Hạ & Nguyên Khang
- Màu Thời Gian, 2011 (Thúy Nga đại diện)
  1. Ru Tôi Giấc Mộng (Quốc Dũng)
  2. Cho Em Quên Tuổi Ngọc (Lam Phương)
  3. Duyên Thề (Thanh Trang)
  4. Trên Đỉnh Phù Vân (Phó Đức Phương)
  5. Cô Đơn (Nguyễn Ánh 9)
  6. Thu Ca (Phạm Mạnh Cương)
  7. Hoài Cảm (Cung Tiến)
  8. Con Cò (Lưu Hà An)
  9. Hà Nội Ngày Tháng Cũ (Song Ngọc)
  10. Dòng Sông Xanh (LV: Phạm Duy)
- Đại Nguyện, 2011 (Thúy Nga đại diện)
  1. Nghe Chuông
  2. Đêm Tụng Kinh Pháp Hoa
  3. Thích Ca Mâu Ni Phật
  4. Đại Nguyện
  5. Quán Thế Âm
  6. Pháp Âm Bồ Tát
  7. Thỉnh Không
  8. Ngàn Mắt Ngàn Tay
  9. Mục Kiền Liên
  10. Thiền Hành
- Ngày Xưa Hoàng Thị, 2013 (Thúy Nga đại diện)[3]
  1. Đêm Bơ Vơ (Duy Khánh)
  2. Trở Về Huế (Văn Phụng)
  3. Ngày Xưa Hoàng Thị (Phạm Duy, thơ: Phạm Thiên Thư)
  4. Cô Nữ Sinh Đồng Khánh (Thu Hồ)
  5. Giận Mà Thương
  6. Mình Ơi (Diệu Hương)
  7. Paris Có Gì Lạ Không Em (Ngô Thụy Miên, thơ: Nguyên Sa)
  8. Người Đi Qua Đời Tôi (Phạm Đình Chương, thơ: Trần Dạ Từ)
  9. Tóc Mai Sợi Vắn Sợi Dài (Phạm Duy) - Ngọc Hạ & Trần Thái Hòa
  10. Em Lễ Chùa Này (Phạm Duy)
- DVD The Best of Ngọc Hạ from Paris By Night - Buồn Tàn Thu, 2010 (Thúy Nga)
  1. Không Thể Và Có Thể (Phó Đức Phương) PBN 67
  2. Mái Đình Làng Biển (Nguyễn Cường) PBN 63
  3. Buồn Tàn Thu (Văn Cao) PBN 65
  4. Ai Ra Xứ Huế (Duy Khánh) - Ngọc Hạ & Quang Lê PBN 73
  5. Trăng Rơi Bên Hồ (Nhật Trung) PBN 75
  6. Giã Từ Cố Đô (Phạm Mạnh Cương) PBN 70
  7. Nhớ Nhau (Tuấn Khanh) PBN 64
  8. Tình Hoài Hương (Phạm Duy) PBN 71
  9. Tóc Mai Sợi Vắn Sợi Dài (Phạm Duy) - Ngọc Hạ & Trần Thái Hòa PBN 79
  10. Mùa Xuân Của Mẹ (Trịnh Lâm Ngân) PBN 66
  11. Đêm Tàn Bến Ngự (Dương Thiệu Tước) PBN 68
  12. Non Nước Hữu Tình (Thanh Sơn) PBN 72
  13. Tình Lúa Duyên Trăng (Hoài An & Hồ Đình Phương) - Ngọc Hạ & Quang Lê PBN 79
  14. Bài Hát Ru Mùa Đông (Dương Thu) PBN 69
  15. Hà Nội Ngày Tháng Cũ (Song Ngọc) PBN 74
  16. Đường Xưa (Quốc Dũng & Nguyễn Đức Cường) PBN 78
  17. Trở Về Mái Nhà Xưa (LV: Phạm Duy) - Ngọc Hạ & Trần Thái Hòa PBN 73
  18. Dòng Sông Xanh (LV: Phạm Duy) PBN 95
  19. Tình Nghèo (Phạm Duy) - Ngọc Hạ & Quang Lê PBN 94

## Các ca khúc biểu diễn

### Trung tâm Thúy Nga
| STT | Tiết mục                                            | Thể hiện với | Chương trình            | Năm  |
| --- | --------------------------------------------------- | --- | ----------------------- | ---- |
| 1   | Mái Đình Làng Biển (Nguyễn Cường)                   | solo | Paris By Night 63       | 2002 |
| 2   | Nhớ Nhau (Tuấn Khanh)                               | solo | Paris By Night 64       | 2002 |
| 3   | Buồn Tàn Thu (Văn Cao)                              | solo | Paris By Night 65       | 2002 |
| 4   | Mùa Xuân Của Mẹ (Trịnh Lâm Ngân)                    | solo | Paris By Night 66       | 2002 |
| 5   | Không Thể Và Có Thể (Phó Đức Phương)                | solo | Paris By Night 67       | 2002 |
| 6   | Đêm Tàn Bến Ngự (Dương Thiệu Tước)                  | solo | Paris By Night 68       | 2003 |
| 7   | Bài Hát Ru Mùa Đông (Dương Thụ)                     | solo | Paris By Night 69       | 2003 |
| 8   | Giã Từ Cố Đô (Phạm Mạnh Cương)                      | solo | Paris By Night 70       | 2003 |
| 9   | Tình Hoài Hương (Phạm Duy)                          | solo | Paris By Night 71       | 2003 |
| 10  | Non Nước Hữu Tình (Thanh Sơn)                       | solo | Paris By Night 72       | 2004 |
| 11  | Ai Ra Xứ Huế (Duy Khánh)                            | Quang Lê | Paris By Night 73       | 2004 |
| 12  | Trở Về Mái Nhà Xưa (Lời Việt: Phạm Duy)             | Trần Thái Hòa | Paris By Night 73       | 2004 |
| 13  | Hà Nội Ngày Tháng Cũ (Song Ngọc)                    | solo | Paris By Night 74       | 2004 |
| 14  | Trăng Rơi Bên Hồ (Nhật Trung)                       | solo | Paris By Night 75       | 2004 |
| 15  | Đường Xưa (Quốc Dũng, Nguyễn Đức Cường)             | solo | Paris By Night 78       | 2005 |
| 16  | Tóc Mai Sợi Vắn Sợi Dài (Phạm Duy)                  | Trần Thái Hòa | Paris By Night 79       | 2005 |
| 17  | Tình Lúa Duyên Trăng (Hoài An, Hồ Đình Phương)      | Quang Lê | Paris By Night 79       | 2005 |
| 18  | Tình Nghèo (Phạm Duy)                               | Quang Lê | Paris By Night 94       | 2008 |
| 19  | Dòng Sông Xanh (Lời Việt: Phạm Duy)                 | solo | Paris By Night 95       | 2009 |
| 20  | LK Qua Cầu Gió Bay, Buôn Bấc Buôn Dầu               | Trần Thái Hòa | Paris By Night 96       | 2009 |
| 21  | LK Còn Gì Nữa Đâu, Kiếp Nào Có Yêu Nhau (Phạm Duy)  | Trần Thái Hòa | Paris By Night 98       | 2009 |
| 22  | Quê Hương Tuổi Thơ Tôi (Từ Huy)                     | solo | Paris By Night 99       | 2010 |
| 23  | Trên Đỉnh Phù Vân (Phó Đức Phương)                  | solo | Paris By Night Divas    | 2010 |
| 24  | Ngày Đó Chúng Mình (Phạm Duy)                       | Trần Thái Hòa | Paris By Night 100      | 2010 |
| 25  | Thư Xuân Hải Ngoại (Trầm Tử Thiêng)                 | solo | Paris By Night 101      | 2011 |
| 26  | Thu Sầu (Lam Phương)                                | solo | Paris By Night 102      | 2011 |
| 27  | Trăng Mờ Bên Suối (Lê Mộng Nguyên)                  | solo | Paris By Night 104      | 2011 |
| 28  | Mình Ơi (Diệu Hương)                                | solo | Paris By Night 105      | 2012 |
| 29  | Đâu Phải Bởi Mùa Thu (Phú Quang)                    | solo | Paris By Night 107      | 2013 |
| 30  | Duyên Quê (Hoàng Thi Thơ)                           | Quang Lê | Paris By Night 109      | 2013 |
| 31  | Hát Mãi Bài Tình Ca (Thái Thịnh)                    | Minh Tuyết, Như Loan, Tóc Tiên, Như Quỳnh, Don Hồ, Mai Thiên Vân, Hạ Vy, Mạnh Quỳnh, Hương Thủy, Quang Lê, Trần Thái Hòa, Thế Sơn, Châu Ngọc, Hồ Lệ Thu, Kỳ Phương Uyên, Mai Tiến Dũng, Quỳnh Vi, Trịnh Lam, Lương Tùng Quang, Diễm Sương, Duy Trường, Khánh Lâm, Tommy Ngô, Lynda Trang Đài, Đình Bảo, Ánh Minh, Hương Giang, Anh Tú, Thiên Tôn, Ý Lan, Ngọc Anh, Thu Phương, Giang Tử, Hương Lan, Thái Châu, Quang Dũng, Nguyễn Hưng, Thanh Hà, Lưu Bích, Tuấn Ngọc, Khánh Hà, Dương Triệu Vũ, Lam Anh, Bằng Kiều, Họa Mi, Elvis Phương | Paris By Night 109      | 2013 |
| 32  | Ave Maria Con Dâng Lời (Lm. Huyền Linh)             | solo | Paris By Night Gloria 2 | 2014 |
| 33  | Thuyền Viễn Xứ (Phạm Duy, Huyền Chi)                | solo | Paris By Night 114      | 2015 |
| 34  | Đưa Em Tìm Động Hoa Vàng (Phạm Duy, Phạm Thiên Thư) | solo | Paris By Night 115      | 2015 |
| 35  | Phượng Yêu (Phạm Duy)                               | Thiên Tôn | Paris By Night 117      | 2016 |
| 36  | Khóc Một Dòng Sông (Đức Huy)                        | solo | Paris By Night 118      | 2016 |
| 37  | Vợ Chồng Quê (Phạm Duy)                             | Thiên Tôn | Paris By Night 120      | 2016 |
| 38  | Tiếng Sông Hương (Phạm Đình Chương)                 | solo | Divas Live Concert      | 2017 |
| 39  | Paris Có Gì Lạ Không Em (Ngô Thụy Miên)             | solo | Divas Live Concert      | 2017 |
| 40  | Tiếng Sáo Thiên Thai (Phạm Duy, Thế Lữ)             | Quang Ngọc | Paris By Night 121      | 2017 |
| 41  | Hòn Vọng Phu 3 (Lê Thương)                          | Thiên Tôn | Paris By Night 122      | 2017 |
| 42  | Trong Nỗi Nhớ Muộn Màng (Ngô Thuỵ Miên)             | Trần Thái Hoà | Paris By Night 123      | 2017 |
| 43  | Ave Maria (Lời Việt: Phạm Duy)                      | solo | Paris By Night Gloria 3 | 2017 |
| 44  | Tạm Biệt Huế (Nhạc: Xuân An, thơ: Thu Bồn)          | solo | Paris By Night 124      | 2018 |
| 45  | Vó Ngựa Trên Đồi Cỏ Non (Giao Tiên)                 | Quang Lê | Paris By Night 127      | 2018 |
| 46  | Chiều Về Trên Sông (Phạm Duy)                       | Thiên Tôn | Paris By Night 128      | 2019 |
| 47  | Đưa Em Qua Cánh Đồng Vàng (Hoàng Thi Thơ)           | Trần Thái Hòa | Paris By Night 133      | 2022 |
| 48  | Người Bạn Tình Xưa (Anh Việt Thu)                   | Quang Lê | Paris By Night 134      | 2023 |
| 49  | Hơn Một Lời Cảm Ơn (Ngô Minh Tài)                   | Ngọc Anh, Ý Lan, Tuấn Ngọc, Khánh Hà, Bằng Kiều, Minh Tuyết, Trần Thái Hòa, Lam Anh, Đình Bảo, Kỳ Phương Uyên, Nguyễn Hồng Nhung, Tuấn Phước, Thiên Tôn, Hương Lan, Hoàng Oanh, Thanh Tuyền, Phương Hồng Quế, Thanh Hà, Quang Dũng, Trường Vũ, Như Quỳnh, Quang Lê, Thái Châu, Họa Mi, Nguyễn Hưng, Hương Thủy, Băng Tâm, Hoàng Nhung, Hà Thanh Xuân, Trịnh Lam, Phương Yến Linh, Ngọc Ngữ, Châu Ngọc Hà, Tâm Đoan, Mạnh Quỳnh, Phương Loan, Đan Nguyên, Lương Tùng Quang, Như Loan, Hoàng Mỹ An, Như Ý, Lâm Thúy Vân, Myra Trần, Don Hồ  | Paris By Night 134      | 2023 |
| 50  | Trên Ngọn Tình Sầu (Từ Công Phụng, thơ: Du Tử Lê)   | Trần Thái Hòa, Đình Bảo, Lam Anh, Từ Công Phụng | Paris By Night 135      | 2023 |
| 51  | Tình Tự Mùa Xuân (Từ Công Phụng)                    | solo | Paris By Night 135      | 2023 |
| 52  | Giữ Đời Cho Nhau (Từ Công Phung, thơ: Du Tử Lê)     | Từ Công Phụng, Tuấn Ngọc, Thái Hiền, Ý Lan, Anh Dũng, Bằng Kiều, Trần Thu Hà, Trần Thái Hòa, Ngọc Anh, Hồ Hoàng Yến, Đình Bảo, Thiên Tôn, Lam Anh, Vasa Diệu Nga, Như Ý | Paris By Night 135      | 2023 |
| 53  | Nhớ Nhau Hoài (Anh Việt Thu)                        | solo | Paris By Night 136      | 2024 |

### Chương trình Thúy Nga Music Box
| STT | Tiết mục                                       | Thể hiện với | Chương trình           | Năm  |
| --- | ---------------------------------------------- | ------------ | ---------------------- | ---- |
| 1   | Nối Lại Tình Xưa (Ngân Giang)                  | Quang Lê     | Thúy Nga Music Box #56 | 2025 |
| 2   | Bài Hương Ca Vô Tận (Trầm Tử Thiêng)           | solo         | Thúy Nga Music Box #56 | 2025 |
| 3   | Sầu Tím Thiệp Hồng (Minh Kỳ, Hoài Linh)        | Quang Lê     | Thúy Nga Music Box #56 | 2025 |
| 4   | Em Về Với Người (Mặc Thế Nhân)                 | Quang Lê     | Thúy Nga Music Box #56 | 2025 |
| 5   | Em Ơi, Nếu Đừng Dang Dở (Hoài Linh, Anh Phong) | solo         | Thúy Nga Music Box #56 | 2025 |
| 6   | Một Lần Dang Dở (Nhật Ngân)                    | Quang Lê     | Thúy Nga Music Box #56 | 2025 |

### Trung tâm Asia
| STT | Tiết mục | Thể hiện với                                            | Chương trình | Năm  |
| --- | --- | ------------------------------------------------------- | ------------ | ---- |
| 1   | Như Lá Thu Vàng (Lời Việt: Nguyễn Quốc Trị) | solo                                                    | ASIA 49      | 2005 |
| 2   | Khi Người Yêu Tôi Khóc (Trần Thiện Thanh) | Nguyên Khang                                            | ASIA 50      | 2006 |
| 3   | LK Em Còn Nhớ Mùa Xuân (Ngô Thụy Miên), Người Di Tản Buồn (Nam Lộc), Mưa Sài Gòn Còn Buồn Không Em (Nguyệt Ánh), Mười Năm Tình Cũ (Trần Quảng Nam) | Lâm Nhật Tiến, Đặng Thế Luân                            | ASIA 51      | 2006 |
| 4   | Con Đường Việt Nam (Anh Bằng, Trúc Hồ) | Hợp Ca                                                  | ASIA 51      | 2006 |
| 5   | Mưa Trên Phố Huế (Minh Kỳ) | solo                                                    | ASIA 52      | 2006 |
| 6   | Đêm Nguyện Cầu (Lê Minh Bằng) | Hợp Ca                                                  | ASIA 52      | 2006 |
| 7   | Tiếng Sông Hương (Phạm Đình Chương) | solo                                                    | ASIA 53      | 2007 |
| 8   | Xuân Và Tuổi Trẻ (La Hối, Thế Lữ) [Ngọc Hạ chỉ xuất hiện minh hoạ]                                                                                 | Phương Thảo, Ngọc Lễ, hợp ca tất cả nghệ sĩ             | ASIA 53      | 2007 |
| 9   | Con Rồng Cháu Tiên (Trúc Hồ) | Lâm Nhật Tiến                                           | ASIA 54      | 2007 |
| 10  | Suối Mơ (Văn Cao) | solo                                                    | ASIA 55      | 2007 |
| 11  | Tình yêu và tình người (Trúc Hồ) [Ngọc Hạ chỉ xuất hiện minh hoạ]                                                                                  | Lâm Nhật Tiến, Nguyễn Hồng Nhung, hợp ca tất cả nghệ sĩ | ASIA 55      | 2007 |
| 12  | Trở Về Mái Nhà Xưa (Lời Việt: Phạm Duy) | Nguyên Khang                                            | ASIA 56      | 2007 |
| 13  | Paris Có Gì Lạ Không Em (Ngô Thụy Miên, Nguyên Sa)                                                                                                 | solo                                                    | ASIA 57      | 2008 |
| 14  | Chân Trời Tím (Trần Thiện Thanh) | Nguyên Khang                                            | ASIA 58      | 2008 |
| 15  | LK Gái xuân (Từ Vũ) + Ca khúc mừng xuân (Văn Phụng) + Xuân họp mặt (Văn Phụng) [Ngọc Hạ chỉ xuất hiện minh hoạ]                                    | Hợp ca tất cả nghệ sĩ                                   | ASIA 60      | 2009 |
| 16  | Khúc Hát Thanh Xuân (Lời Việt: Phạm Duy) | Thanh Lan                                               | ASIA 60      | 2009 |

### Trung tâm Vân Sơn
| STT | Tiết mục                              | Thể hiện với | Chương trình | Năm  |
| --- | ------------------------------------- | --- | ------------ | ---- |
| 1   | Hồ Trên Núi (Phó Đức Phương)          | solo | Vân Sơn 34   | 2006 |
| 2   | Neo Đậu Bến Quê (An Thuyên)           | solo | Vân Sơn 34   | 2006 |
| 3   | Hẹn Hò (Phạm Duy)                     | solo | Vân Sơn 35   | 2006 |
| 4   | Con Thuyền Không Bến (Đặng Thế Phong) | solo | Vân Sơn 36   | 2007 |
| 5   | Trăng Sơn Cước (Văn Phụng)            | solo | Vân Sơn 37   | 2007 |
| 6   | Giọt Mưa Thu (Đặng Thế Phong)         | solo | Vân Sơn 38   | 2007 |
| 7   | Kỷ Niệm (Phạm Duy)                    | solo | Vân Sơn 39   | 2008 |
| 8   | LK Mẹ Và Quê Hương                    | Nguyên Khang, Nguyễn Hồng Nhung, Andy Quách, Diễm Liên, Thanh Tuyền, Hạ Vy, Phi Nhung, Linda Chou, Nhã Thanh, Chế Linh, Trường Vũ, Vpop | Vân Sơn 39   | 2008 |
| 9   | Huế Xưa (Anh Bằng)                    | solo | Vân Sơn 40   | 2008 |
| 10  | Nén Hương Yêu (Duy Khánh)             | solo | Vân Sơn 42   | 2009 |
| 11  | Con Cò (Lưu Hà An)                    | solo | Vân Sơn 43   | 2009 |
| 12  | Câu Chuyện Tình Tôi (Nguyễn Kim Tuấn) | Lê Nhật Minh | Vân Sơn 43   | 2009 |
| 13  | Đêm Bơ Vơ (Duy Khánh)                 | solo | Vân Sơn 45   | 2010 |
| 14  | Cho Em Quên Tuổi Ngọc (Lam Phương)    | solo | Vân Sơn 46   | 2011 |
| 15  | Người Tình Ly Hương                   | solo | Vân Sơn 47   | 2011 |